# اولا اشمیت
اولاً اشمیت (انگلیسی: Ulla Schmidt؛ زادهٔ ۱۳ ژوئن ۱۹۴۹) یک سیاست‌مدار اهل آلمان است.